# MIMO multiusuari

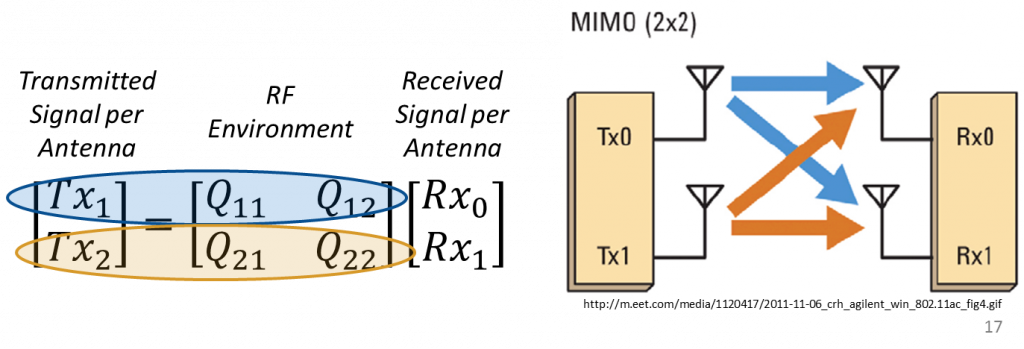
Sistema MIMO multiusuari: funda MIMO BroadCast.

El MIMO multiusuari (amb acrònim anglès MU-MIMO) és un conjunt de tecnologies d'entrada i sortida múltiple (MIMO) per a la comunicació sense fils de múltiples camins, en què diversos usuaris o terminals, cadascun d'ells a través d'una o més antenes, es comuniquen entre ells. En canvi, el MIMO d'un sol usuari (SU-MIMO) implica un únic usuari o terminal equipat amb múltiples antenes que es comunica precisament amb un altre node equipat de manera similar. De manera anàloga a com OFDMA afegeix la capacitat d'accés múltiple a OFDM en l'àmbit de les comunicacions cel·lulars, MU-MIMO afegeix la capacitat de múltiples usuaris a MIMO en l'àmbit sense fil.
SDMA, MIMO massiu, multipunt coordinat (CoMP), i MIMO ad hoc estan tots relacionats amb MU-MIMO; cadascuna d'aquestes tecnologies sovint aprofita els graus de llibertat espacial per separar els usuaris.
MU-MIMO aprofita múltiples usuaris com a recursos de transmissió distribuïts espacialment, a costa d'un processament de senyal una mica més car. En comparació, el MIMO convencional d'un sol usuari (SU-MIMO) només inclou dimensions d'antena múltiple de dispositiu local. Els algorismes MU-MIMO milloren els sistemes MIMO on les connexions entre usuaris compten més d'una. MU-MIMO es pot generalitzar en dues categories: canals de difusió MIMO (MIMO BC) i canals d'accés múltiple MIMO (MIMO MAC) per a situacions d'enllaç descendent i ascendent, respectivament. De nou en comparació, SU-MIMO es pot representar com un MIMO punt a punt, per parells.
Per eliminar l'ambigüitat de les paraules receptor i transmissor, podem adoptar els termes punt d'accés (AP) o estació base i usuari. Un AP és el transmissor i un usuari el receptor per a connexions d'enllaç descendent, i viceversa per a connexions d'enllaç ascendent. Les xarxes homogènies s'alliberen d'aquesta distinció ja que solen ser bidireccionals.
MIMO BC representa un cas d'enllaç descendent MIMO on un sol remitent transmet a diversos receptors dins de la xarxa sense fil. Exemples de processament de transmissió avançat per a MIMO BC són la precodificació conscient d'interferències i la programació d'usuaris d'enllaç descendent basat en SDMA. Per al processament de transmissió avançada, qfz s'ha de conèixer al transmissor (CSIT). És a dir, el coneixement de CSIT permet millorar el rendiment i els mètodes per obtenir CSIT adquireixen una importància important. Els sistemes MIMO BC tenen un avantatge excepcional sobre els sistemes SU-MIMO punt a punt, especialment quan el nombre d'antenes al transmissor, o AP, és més gran que el nombre d'antenes a cada receptor (usuari). Les categories de tècniques de precodificació que pot utilitzar MIMO BC inclouen, una, les que utilitzen tècniques de codificació de paper brut (DPC) i lineals i dues, tècniques híbrides (analògics i digitals).